# Elecciones federales de México de 1997 en Baja California
Las Elecciones federales en Baja California de 1997 se llevó a cabo el domingo 6 de julio de 1997 y en ellas fueron renovados los titulares de los siguientes cargos de elección popular del estado mexicano de Baja California:
- Diputados Federales de Baja California: 6 Electos por mayoría relativa elegidos en cada uno de los Distritos electorales, mientras otros son elegidos mediante representación proporcional.

## Organización
10 partidos políticos nacionales tendrán la posibilidad de registrar candidatos, de manera individual, formando coaliciones electorales entre dos o más partidos, o registrando candidaturas comunes, es decir registrar a un mismo candidato aunque cada partido compita de manera independiente.

## Elecciones

### Senaduría
|  | 41.90 % |

|  | 34.13 % |

|  | 13.28 % |

|  | 0.85 % |

|  | 1.67 % |

|  | 4.10 % |

|  | 0.31 % |

|  | 0.35 % |

|  | 0.20 % |

### Distrios federales

#### Distrito 1
|  | 36.43 % |

|  | 39.87 % |

|  | 0.40 % |

|  | 14.21 % |

|  | 0.78 % |

|  | 0.31 % |

|  | 0.85 % |

|  | 3.50 % |

|  | 0.25 % |

|  | 3.62 % |

#### Distrito 2
|  | 43.82 % |

|  | 35.92 % |

|  | 0.46 % |

|  | 10.34 % |

|  | 0.61 % |

|  | 0.33 % |

|  | 0.97 % |

|  | 4.12 % |

|  | 3.42 % |

#### Distrito 3
|  | 38.19 % |

|  | 32.62 % |

|  | 0.35 % |

|  | 18.24 % |

|  | 1.11 % |

|  | 0.41 % |

|  | 2.44 % |

|  | 3.26 % |

|  | 3.37 % |

#### Distrito 4
|  | 46.48 % |

|  | 30.12 % |

|  | 0.20 % |

|  | 11.88 % |

|  | 0.69 % |

|  | 0.34 % |

|  | 3.04 % |

|  | 3.93 % |

|  | 2.78 % |

#### Distrito 5
|  | 45.37 % |

|  | 33.15 % |

|  | 0.27 % |

|  | 11.53 % |

|  | 0.64 % |

|  | 0.37 % |

|  | 1.63 % |

|  | 4.12 % |

|  | 2.89 % |

#### Distrito 6
|  | 42.86 % |

|  | 35.48 % |

|  | 0.27 % |

|  | 10.61 % |

|  | 0.66 % |

|  | 0.36 % |

|  | 1.38 % |

|  | 4.46 % |

|  | 3.89 % |

## Resultados

### Diputaciones
|  | 41.83 % |

|  | 34.62 % |

|  | 13.09 % |

|  | 0.76 % |

|  | 1.71 % |

|  | 3.89 % |

|  | 0.34 % |

|  | 0.35 % |

|  | 96.67 % |

|  | 3.33 % |